# Yaqout Mubarak
Yaqout Mubarak (né le 16 juillet 1974 aux Émirats arabes unis) est un joueur de football international émirati, qui évoluait au poste de gardien de but.

## Biographie

### Carrière en sélection
Avec l'équipe des Émirats arabes unis, il figure notamment dans le groupe des sélectionnés lors de la Coupe d'Asie des nations de 1996.
Il dispute également la Coupe des confédérations de 1997 (sans jouer).

## Palmarès
Émirats arabes unis
- Coupe d'Asie des nations :
  - Finaliste : 1996.